# 이시바시 노리코
이시바시 노리코(일본어: 石橋 紀子, 1970년 5월 5일 ~ )는 일본의 은퇴한 여자 축구 선수이다.

## 국가대표팀 경력
그녀는 1989년 AFC 여자 축구 선수권 대회에 참가할 일본 국가대표팀에 발탁되었으며, 12월 24일 네팔과의 경기에서 데뷔했다. 1989년 AFC 여자 축구 선수권 대회 3위, 1991년 AFC 여자 축구 선수권 대회 준우승에 기여. 그녀는 1991년까지 국제 A매치 3경기에 출전해서 1득점을 넣었다.

## 통계
| 일본 | 일본 | 일본 |
| 연도 | 출전 | 득점 |
| ---- | ---- | ---- |
| 1989 | 1    | 1    |
| 1990 | 0    | 0    |
| 1991 | 2    | 0    |
| 통산 | 3    | 1    |